# إصفهانك مشاعي
إصفهانك مشاعي (بالإنجليزية: Esfahanak-e Moshai)‏ هي قرية تقع في قسم تشنارود الشمالي الريفي (مقاطعة تشادغان) في إيران. يقدر عدد سكانها بـ 81 نسمة بحسب إحصاء 2016.